# Linderöd
Linderöd est une localité suédoise située dans la commune de Kristianstad en Scanie.
Sa population était de 495 habitants en 2019.